# Sean Blakemore
Sean Blakemore, född 10 augusti 1967 i St. Louis, är en amerikansk skådespelare.
Blakemore har bland annat medverkat i TV-serierna General Hospital (2003-2022), The Quad (2017-2018) och Cruel Summer från 2021. Han har även medverkat i filmen Ad Astra från 2019.

## Filmografi (i urval)
- 2003-2022: General Hospital
- 2017-2018: The Quad
- 2019: Ad Astra
- 2021: Cruel Summer